# Baia Pala
La baia Pala (in russo губа Пала?, guba Pala) è un'insenatura lungo la costa settentrionale russa, nell'oblast' di Murmansk, amministrata dal circondario cittadino di Aleksandrovsk. È situata nella parte sud-occidentale del mare di Barents.

## Geografia
La baia si apre verso nord, sulla costa occidentale della più ampia baia di Kola, poco a sudest della baia Olen'ja. Ha una lunghezza di 4,5 km e una larghezza massima di circa 1,2 km al centro. La profondità massima è di 58 m.
Sulla costa centro-orientale si allarga la baia Korabel'naja (бухта Корабельная) su cui si affacciano i cantieri navali della città chiusa di Poljarnyj.
Nella baia sfociano alcuni brevi corsi d'acqua, emissari dei piccoli laghi presenti lungo le sponde.
Oltre a 8 isolette senza nome, nella baia si trovano:
- l'isola Šalim (остров Шалим), lunga quasi 1 km[4] e larga 250 m[5] nella parte meridionale; L'altezza massima è di 31 m s.l.m.[1] Non deve essere confusa con la grande isola Šalim del golfo dell'Ura;
- l'isola Zelënyj (остров Зелёный), omonima dell'isola nei pressi dell'ingresso della baia di Kola, è lunga 200 m[6] e larga 80 m;[7]
- l'isola Gagačij (остров Гагачий), 380 m a sudest di Zelënyj, è lunga 140 m[8] e larga appena 60 m.[9]

Le coste sono quasi ovunque alte e rocciose e a ovest raggiungono i 127,2 m d'altezza.

All'ingresso si trova il faro Palagubskij (маяк Палагубский).